# Як уникнути покарання за вбивство
«Як уникнути покарання за вбивство» (англ. How to Get Away with Murder) — американський детективний телесеріал Шонди Раймс, який з травня 2014 ABC Studios знімала для телевізійної мережі ABC. Демонстрація пілотної серії серіалу відбулась у США 25 вересня 2014. 2 жовтня 2014 телемережа ABC розпочала показ 9 серій з 15 першого сезону. Серіал виходив щочетверга о 22:00 у час, де раніше демонстрували успішний серіал «Скандал», перенесений на 21.00 годину. Перегляд першого епізоду (14,34 млн глядачів) став рекордним для телемережі ABC. 9 епізод переглядало 9,82 млн глядачів. Завершення першого сезону відбулось у лютому 2015.
Серіал став найуспішнішою новинкою сезону 2014—2015 років і найуспішнішою драмою телемереж США. Отримав премію Американського інституту кіномистецтва як один з 10 найкращих серіалів року, був висунутий на премії «Еммі», «Золотий глобус», Гільдії акторів США, NAACP Image Award. Серіал завершився 14 травня 2020 року показом шостого сезону.

## Створення
У серпні 2013 телемережа ABC купила концепцію серіалу у компанії Шонди Раймс Shondaland Productions. Представлений у грудні 2013 року сценарій пілотної серії написав Пітер Ноуолк. У лютому 2014 стало відомо, що головну роль виконає Віола Девіс. Події відбуваються у Філадельфії, Пенсільванії, Брін-Мор-Коледжі та інших місцях штату. У травні 2014 ABC підписала угоду про знімання 15 епізодів серіалу. 26 лютого 2015 було анонсовано продовження показу серіалу восени того ж року. З 24 вересня 2015 розпочався показ нових 9 серій другого сезону. Першу серію переглянуло 8,38 млн осіб.
4 березня 2016 року було оголошено про створення третього сезону, демонстрація якого розпочалась 29 вересня того ж року. Четвертий сезон вийшов у 2017 році, п'ятий — у 2018 році, фінальний шостий сезон — у 2019 році.

## Актори і дійові особи
- Віола Девіс — професор Анналіза (Аннамей) Кітінг, що є відомим адвокатом, здатним обіграти на свою користь будь-які обставини справ, рятуючи від покарання без сумніву винних злочинців. Її маніпуляції примушують людей брехати перед судом. У неї патологічна манія вигравати справи. Вона живе з чоловіком Семом і вони взаємно зраджують одне одного. Щороку обирає п'ятьох амбітних студентів задля стажування у своїй адвокатській конторі. Через випадок стає вплутаною у вбивство, що змінює її життя.
- Біллі Браун — детектив Нейт Лейхі, що є коханцем Анналізи та намагається довести причетність її чоловіка до вбивства Ліли Стангард[7]
- Альфред Енох — Вес Гіббінс, який спочатку перебуває у списку очікування до навчання і сприймається іншими студентами несерйозно. Але він привертає увагу професора Кітінг, яка бере його до списку п'яти студентів. Він сам не може зрозуміти причину свого обрання, зближуючись з Ребекою[8].
- Джек Фалахі — Коннор Волш, гей, що має високу думку про себе. Робить усе для переконання Кітінг у своїй необхідності. Отримуючи інформацію для Кітінг, не зупиняється ні перед чим, зокрема використовує свої сексуальні контакти. Розказав Мікаеллі, що у шкільні роки мав сексуальні стосунки з її нареченим[8].
- Кеті Фіндлей — Ребека Саттер, живе у сусідній кімнаті з Весом Гіббінсом і є підозрюваною в убивстві Ліли Стангард[9]. Після доказу її невинності сама стає жертвою нападу.
- Ейжа Наомі Кінг — Мікаелла Пратт, уважає Кітінг зразком успіху і хоче бути схожою на неї, будучи занадто амбітною особою. Намагаючись стати найкращою, спричинює переважно зайві турботи. Захоплювалась своїм нареченим, що мав стосунки з Коннором Волшем
- Метт Макгоррі[en] — Ашер Міллстоун, походить і з привілейованої родини, що робить його зарозумілим і самовпевненим. Інші вважають його зазнайкою. Із захопленням принижує інших, посипаючи їм сіль на рани[10].
- Карла Соуза — Лорел Кастільо є тихою ідеалістичною особою, яку недооцінюють однокурсники. Бажає допомогти нужденним людям. Її приваблює Френк Дельфіно[8]
- Чарлі Вебер — Френк Дельфіно працює на Кітінг на свій розсуд, роблячи за неї брудну роботу і допомагаючи завдяки своїм знайомствам. Близько співпрацює зі студентами[11]. Готовий на вбивство на прохання Сема Кітінга через давній борг.
- Лайза Вайл — Бонні Вінтерботт виконує для Кітінг бюрократичну роботу і не завжди схвалює її методи. Має дружні взаємини з її чоловіком Семом.

## Список епізодів
| Сезон | Сезон | Епізоди | Прем'єрний показ | Прем'єрний показ | Рейтинг Нільсена | Глядачі США, млн |
| Сезон | Сезон | Епізоди | Початок          | Закінчення       | Рейтинг Нільсена | Глядачі США, млн |
| ----- | ----- | ------- | ---------------- | ---------------- | ---------------- | ---------------- |
|       | 1     | 15      | 25 вересня 2014  | 26 лютого 2015   | 30               | 11,40            |
|       | 2     | 15      | 24 вересня 2015  | 17 березня 2016  | 32               | 10,26            |
|       | 3     | 15      | 22 вересня 2016  | 23 лютого 2017   | 44               | 7,91             |
|       | 4     | 15      | 28 вересня 2017  | 15 березня 2018  | 64               | 6,42             |
|       | 5     | 15      | 27 вересня 2018  | 28 лютого 2019   | 85               | 5,15             |
|       | 6     | 15      | 26 вересня 2019  | 14 травня 2020   | 84               | 4,27             |

## Нагороди
У 2015 році серіал отримав нагороди:
- People's Choice Awards
  - Найкраща актриса у новій драмі (Віола Девіс)
- NAACP Image Award
  - Найкращий драматичний серіал
  - Найкраща жіноча роль в драматичному серіалі (Віола Девіс)
  - Найкращий сценарій драматичного серіалу (Еріка Грін Стеффорд серія 4 «Let's Get to Scooping»)
- Премія Гільдії кіноакторів США
  - Найкраща жіноча роль в драматичному серіалі (Віола Девіс)
- GLAAD Media Awards
  - Найкращий драматичний серіал